# Кунбатыс 2
Кунбатыс 2 (каз. Күнбатыс 2) — село в Кордайском районе Жамбылской области Казахстана. Входит в состав Масанчинского сельского округа. Код КАТО — 314847300.

## Население
В 1999 году население села составляло 504 человека (249 мужчин и 255 женщин). По данным переписи 2009 года, в селе проживало 607 человек (293 мужчины и 314 женщин).